# Jonás Cuarón
Pour les articles homonymes, voir Cuarón.
Jonás Cuarón est un réalisateur et scénariste mexicain, né en 1981 à Mexico. Il est le fils du cinéaste Alfonso Cuarón.

## Biographie
Jonás Cuarón est le fils de Mariana Elizondo et d'Alfonso Cuarón. Il est le demi-frère de Diego Cataño.
Il a étudié au Vassar College dans l'État de New York.
Son premier long métrage, Año uña, sort en 2007. Il collabore ensuite à l'écriture du film Gravity avec son père et Rodrigo García. Le film est un succès critique et public et obtient de nombreuses distinctions. Il réalise ensuite le court-métrage Aningaaq, qui offre un point de vue terrestre de la scène où l'astronaute en perdition est en contact radio avec la terre. À l'origine destiné à figurer dans les bonus du DVD de Gravity, il est présenté au festival de Venise,.
Il réalise ensuite son second long métrage, Desierto, avec Gael García Bernal et Jeffrey Dean Morgan. Le film est projeté en Special Presentation au festival international du film de Toronto 2015.

### Vie privée
Il est marié à Eireann Harper depuis 2007 avec qui il a un enfant.

## Filmographie
Sauf indication contraire, les informations mentionnées dans cette section peuvent être confirmées par la base de données cinématographiques IMDb,  présente dans la section « Liens externes ».

### Réalisateur
- 2007 : Año uña
- 2007 : The Shock Doctrine (documentaire)
- 2013 : Aningaaq (court métrage)
- 2015 : Desierto
- 2023 : Chupa
- Date Inconnu : El Muerto

### Scénariste
- 2007 : Año uña de lui-même
- 2013 : Gravity d'Alfonso Cuarón
- 2013 : Aningaaq (court métrage) de lui-même
- 2015 : Desierto de lui-même

### Acteur
- 1991 : Uniquement avec ton partenaire (Sólo con tu pareja) d'Alfonso Cuarón : un enfant au mariage
- 1995 : La Petite Princesse (A Little Princess) d'Alfonso Cuarón : Chimney-sweeper (non crédité)

## Distinctions principales
Source et distinctions complètes : Internet Movie Database

### Récompenses
- Festival international du film de Thessalonique 2007 : prix spécial artistique pour Año uña

### Nominations
- British Academy Film Awards 2014 : meilleur scénario original pour Gravity
- Saturn Awards 2014 : meilleur scénario pour Gravity